# 建安左郡
建安左郡，中国南北朝时设置的郡。亦作建安郡。
南朝齐武帝永明八年（490年）之前置建安左郡，属郢州。治所在湖北省京山市一带，下辖霄城县（今湖北天门市东北），霄城县在刘宋属于竟陵郡。应为侨置建安郡所置。南梁废建安左郡，西魏改为光川郡。